# 志度湾
志度湾（しどわん）は香川県東部の北側にある湾である。

## 概要
瀬戸内海に繋がる湾であり、北側に開け、幅約1.5km、奥行き約2kmの大きさを持つ。東岸はさぬき市、西岸は高松市であり、さぬき市の中心市街地は志度湾に面したところにある。湾内には志度港のほか、牟礼港、葛原港などがあるほか、カキや海苔の生産などが行なわれている。

## ギャラリー
座標: 北緯34度20分10秒 東経134度10分15秒 / 北緯34.33611度 東経134.17083度